# Дьертьянош, Гергей
Гергей Дьертьянош (венг. Gergely Gyertyános, 30 марта 1983, Будапешт) — венгерский гребец-байдарочник, выступал за сборную Венгрии на всём протяжении 2000-х годов. Чемпион Европы и мира, победитель многих регат национального и международного значения. Также известен как тренер по гребле на байдарках и каноэ.

## Биография
Гергей Дьертьянош родился 30 марта 1983 года в Будапеште. Выступал за гребной клуб «Уйпешт».
Первого серьёзного успеха на взрослом международном уровне добился в 2004 году, когда попал в основной состав венгерской национальной сборной и побывал на чемпионате Европы в польской Познани, откуда привёз награду бронзового достоинства, выигранную в зачёте двухместных байдарок на дистанции 200 метров. Год спустя на европейском первенстве в той же Познани одержал победу в четвёрках на двухстах метрах, кроме того, в этом сезоне был лучшим на чемпионате мира в хорватском Загребе, обогнав всех своих соперников в двухсотметровой гонке четырёхместных экипажей.
В 2006 году на чемпионате Европы в чешском Рачице Дьертьянош завоевал бронзовую медаль в четвёрках на двухсотметровой дистанции, тогда как на домашнем чемпионате мира в Сегеде получил в этой дисциплине серебро. В следующем сезоне добавил в послужной список две бронзовые награды, выигранные в одиночках и четвёрках на 200 метрах на европейском первенстве в испанской Понтеведре, и бронзовую награду в одиночной двухсотметровой дисциплине на первенстве мира в немецком Дуйсбурге.
Последний раз показал сколько-нибудь значимый результат на международной арене в сезоне 2009 года, когда в своей коронной дисциплине К-4 200 м удостоился бронзовой награды на европейском первенстве в немецком Бранденбурге. Вскоре по окончании этих соревнований принял решение завершить карьеру профессионального спортсмена, уступив место в сборной молодым венгерским гребцам.
После завершения спортивной карьеры перешёл на тренерскую работу, в частности занимал должность старшего тренера национальной сборной Мьянмы (2013, 2018—2019), мужской юниорской (молодёжной) сборной Китая на байдарках (в 2019 году), женской юниорской (молодёжной) сборной Новой Зеландии (с 2014 по 2017).